# Weichentransportwagen

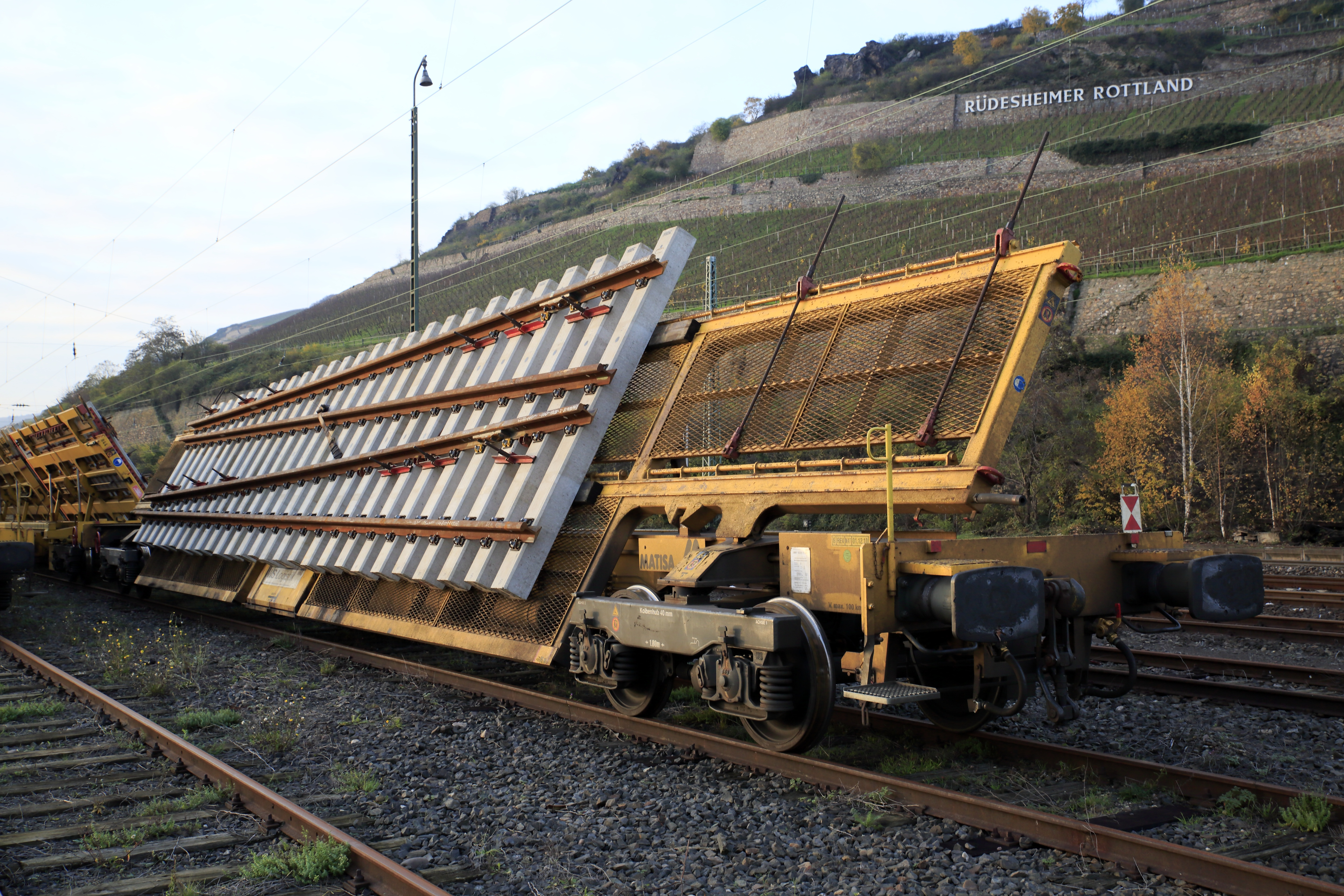
Beladener Weichentransportwagen

Weichentransportwagen sind spezielle Güterwagen, welche ausschließlich für den Transport von vormontierten Weichen und Segmenten von Weichen (auch Weichengroßteile genannt) ausgerüstet sind. Es handelt sich um eine spezielle Form des Flachwagens mit Ladegerüst. Durch den Einsatz von Weichentransportwagen kann auf die Vormontage von Weichen auf Montageplätzen in Baustellennähe verzichtet und diese stattdessen im Weichenwerk durchgeführt werden. Dadurch ist bei der Weichenmontage eine höhere Fertigungsqualität möglich. Ebenso können ausgebaute Weichen abtransportiert werden. Diese Möglichkeit wird vorwiegend genutzt, wenn Weichen nach nur kurzer Liegedauer wieder ausgebaut und in der Folge wiederverwendet werden sollen. In Kombination mit einem oder mehreren Eisenbahndrehkränen oder einer anderen Hubeinrichtung kann der Zeitbedarf für den Weichenumbau deutlich verkürzt und somit die Sperrzeiten für die Gleisbauarbeiten verkürzt werden.

## Technische Ausführung
Die Weichentransportwagen sind mit einem Ladegerüst bzw. einer Plattform ausgerüstet, welche die überbreite Ladung in Schräglage transportiert, um das Lademaß nicht zu verletzen, da bei Lademaßüberschreitung eine betriebliche Sonderbehandlung erforderlich ist. Bei modernen Weichentransportwagen ist die Plattform hydraulisch schwenkbar ausgeführt. Damit kann die Plattform für den Be- und Entladevorgang in eine waagrechte Position gebracht werden. So wird das Lademaß eingehalten und der Schwerpunkt von Wagen und Ladung liegt in der Gleisachse.
Weichen bis zu einem Zweiggleisradius von 900 m können mit Weichentransportwagen transportiert werden. Zum Transport einer Weiche mit einem Zweiggleisradius von bis 300 m werden zwei, für Weichen mit einem größeren Radius drei Weichentransportwagen benötigt.

## Hersteller
Weichentransportwagen werden u. a. von folgenden Herstellern produziert:
- Plasser & Theurer: Weichentransportwagen WTW[3]
- Matisa: Weichentransportwagen Matisa WTM[4]
- Kirow: Switch tilter[5]

## Galerie

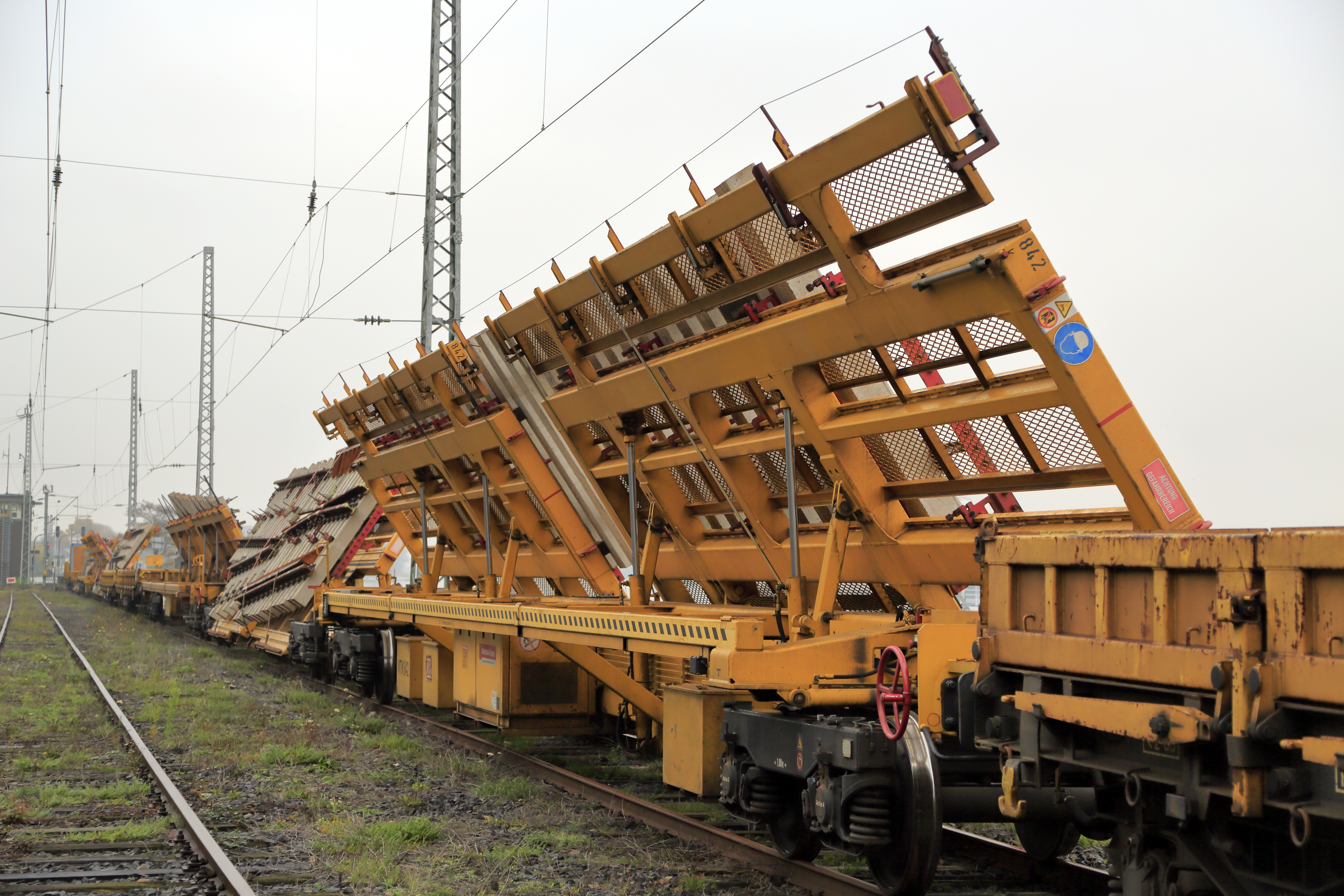
Rückseite eines Weichentransportwagens
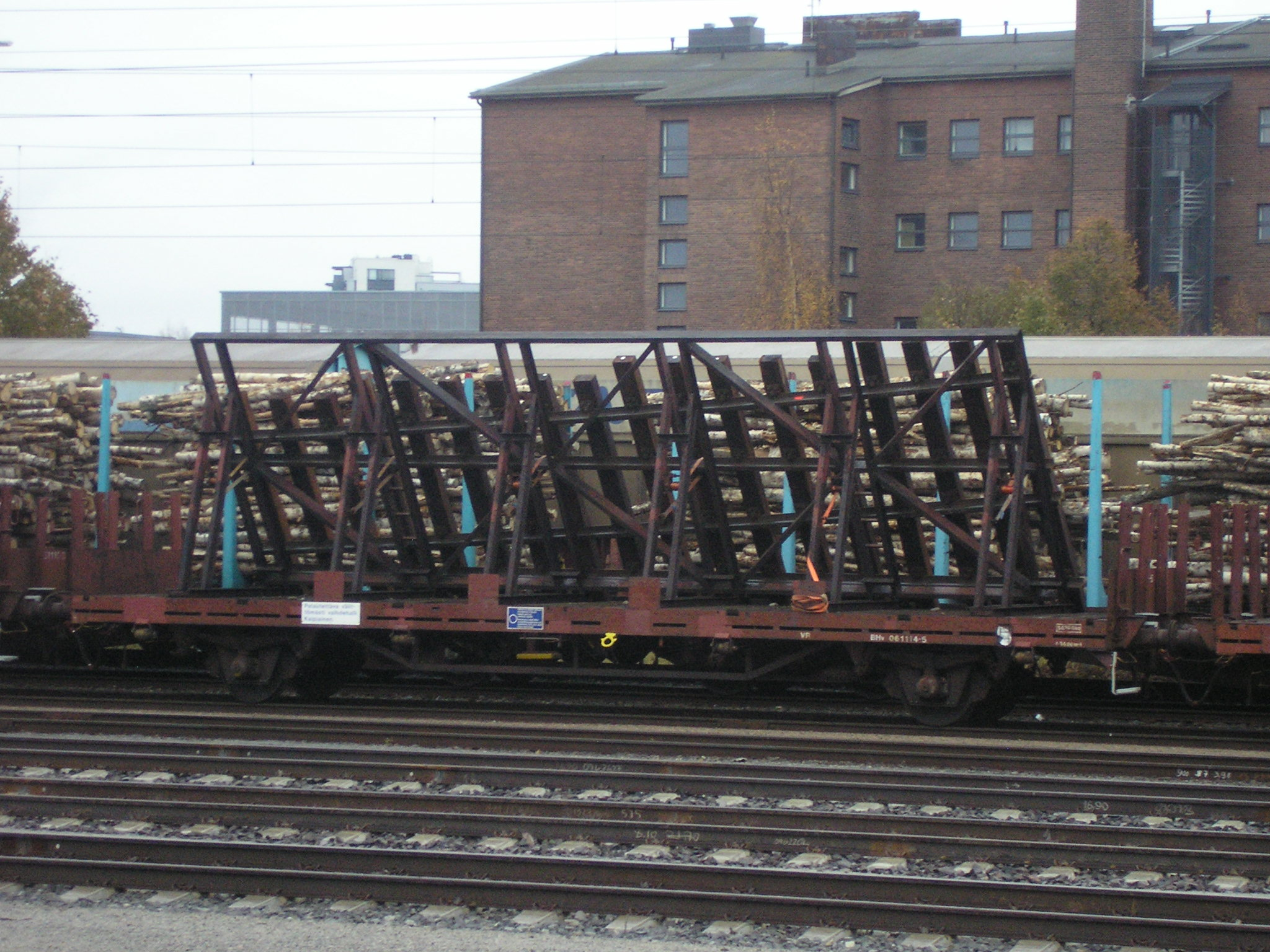
Finnischer Weichentransportwagen ohne Hydraulik
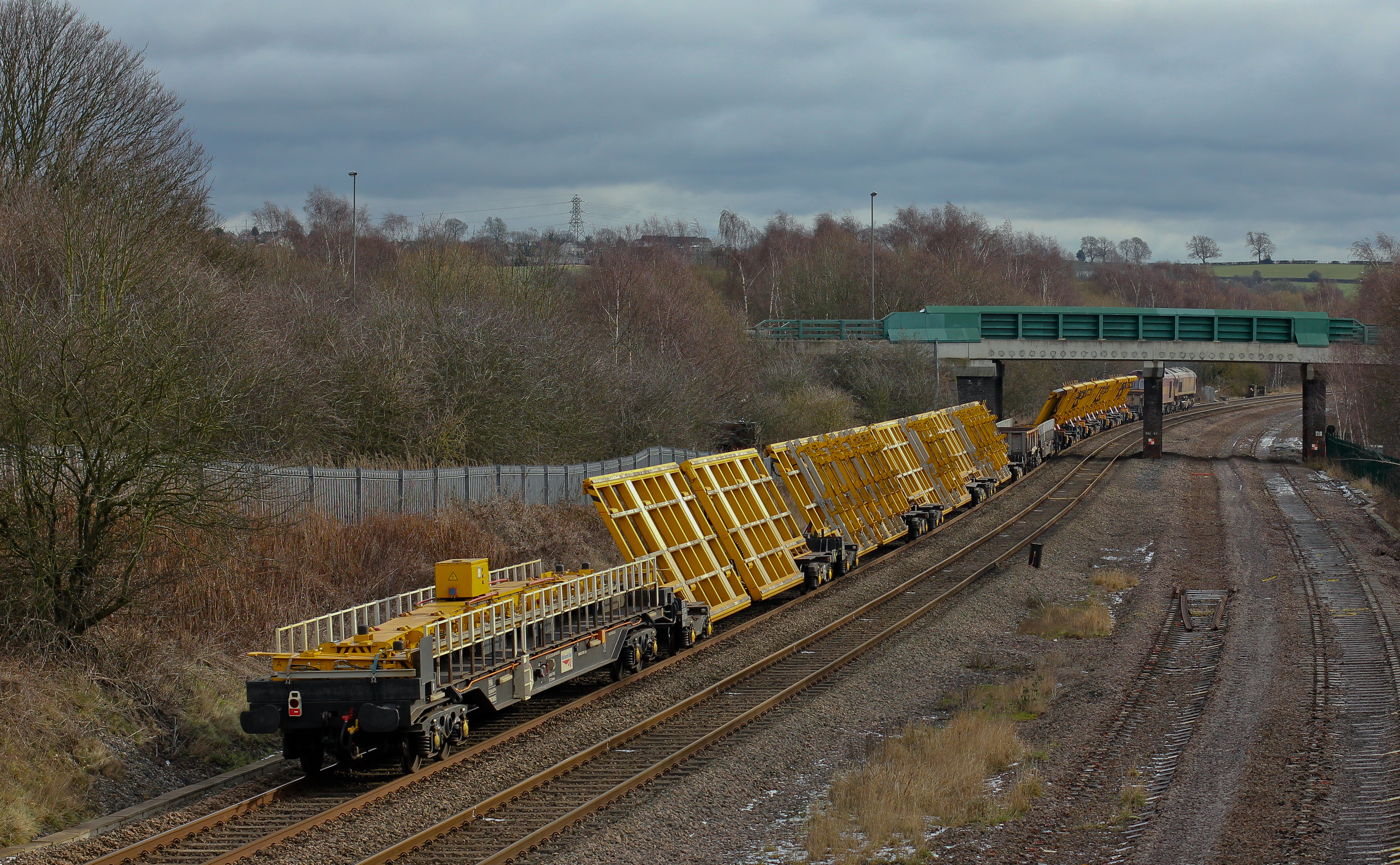
Zug mit Weichentransportwagen